# جوناس لاي
جوناس لاي (بالنرويجية البوكمول: Jonas Lie)‏ هو محامي وكاتب وصحفي وشاعر نرويجي، ولد في 6 نوفمبر 1833 في مودوم في النرويج، وتوفي في 5 يونيو 1908 في Stavern, Germany ‏ في ألمانيا.

## وصلات خارجية
- جوناس لاي على موقع IMDb (الإنجليزية)
- جوناس لاي على موقع الموسوعة البريطانية (الإنجليزية)
- جوناس لاي على موقع ميوزك برينز (الإنجليزية)
- جوناس لاي على موقع ديسكوغز (الإنجليزية)